# Борозни
Бороздни (Борозни) — український козацько-старшинський, згодом дворянський рід 2-ї половини XVII—XIX століття. Походив з української шляхти. Іван Б. та його сини Яків, Дмитро, Осип і Володимир були зем'янами Стародубського полку, володіли значними маєтностями, на які мали підтверджувальний лист польського короля Владислава IV Ваза. Осип вступив до козацького війська Б. Хмельницького. Його син Лаврентій одержав універсал Б. Хмельницького на кілька сіл і маєтностей, а пізніше — підтвердження від гетьманів І.Виговського, І. Самойловича, І. Мазепи. Урядової посади в козацькому війську не обіймав, а мав лише звання військового товариша Стародубського полку (1673) і значкового товариша Війська Запорозького (1695). Сина Лаврентія Івана зараховано значковим товаришем Стародубського полку (1709–15), а згодом, за розпорядженням генерал-лейтенанта О.Румянцева, він дістав посаду полкового сотника (1723–25), виконував також обов'язки наказного полковника (1722, 1724–26). Другий син Лаврентія Максим за протекцією канцлера Г.Головкіна став мглинським сотником (1714–22). Наступні покоління цього роду постійно залишалися в рядах козацької старшини бунчуковими товаришами, військовими та значковими товаришами. Іван Владиславович був військовим канцеляристом, знатним військовим товаришем (1716), бунчуковим товаришем (1725—27), брав участь у Сулацькому поході (1725–27), а потім обіймав посади генерального бунчужного (1728) та генерального судді (1731—40). Іван Іванович — бунчуковий товариш (1735), при відставці одержав почесне звання генерального бунчужного (1762). Інші Борозни перебували в російській армії, були предводителями дворянства, службовцями судів, канцелярськими чиновниками тощо. Рід Борознів існував майже до кінця XIX століття.